# Nenasilni otpor na Kosovu
Nenasilni otpor na Kosovu - pokriva niz udruženja, organizacija i pokreta na teritoriji Kosova u rasponu od preko decenije, čemu prethode štrajkovi i protesti iz 1981. godine, unutar Socijalističke federativne republike Jugoslavije (SFRJ), zaključano sa otvorenim ratnim sukobima  koji započinju 1998. godine, koja je tada pod imenom Savezne republike Jugoslavije (SRJ).
Nenasilni otpor na Kosovu predstavlja „mnoštva skupina za ljudska prava, prodemokratskih i antiratnih udruženja i političkih stranaka koje su krajem1980-ih i početkom 1990-ih postale poznate pod nazivom kosovska alternativa“, čija je unutrašnja raznolikost bila ujedinjena pre svega usvajanjem nenasilne političke strategije. Pokret je jednako sadržavao ideje za demokratizaciju SFRJ kao što je bio izraz i nacionalne emancipacije kosovskih Albanaca, odnosno, nerazrešnog nacionalnog pitanja u SFRJ, kao i izraz ekonomske i političke krize SFRJ.
Kosovska alternativa, sa ratovima u bivšoj Jugoslaviji, počinje da se organizuje kao republika, ravnopravna sa ostalim republikama u SFRJ uz podršku delagata Skupštine Autonomne socijalističke pokrajine Kosova, (podršku pružaju pokrajinski  funkcioneri, kao i smenjeni funkcioneri poput Azema Vlasija i Kaćuše Jašari). Ovaj potez kosovskih vlasti Srbija nije priznala. Čitavj proces, i zahtevi upućeni ka Srbiji, usklađuju se sa ubrzanim zbivanjima u celoj SFRJ; početkom rata u Hrvatskoj i proglašenjem nezavinosti  Slovenije i Hrvatske.
Politička raznolikost „kosovske alternative“, unutar koje deluju intelektulaci poput Vetona Suroia, Adema Demaćija, Škeljzena Malićija, već od 1992. godine potpada pod dominantan uticaj Demokratskog saveza Kosova, na čelu sa Ibrahimom Rugovom. Od tada se organizuje „paralelna država“ i nezavisne kosovske instituciije ( obrazovanje i zdravstvo pre svega). Paralelno organizovanje bilo je reakcija na repersiju države Srbije nad albanskim stanovništvom koja je eskalirala sa dolaskom Slobodana Miloševića na vlast.
Tokom devedestih godina XX veka, istovremeno sa ratovima u bivšoj Jugoslaviji, na Kosovu se iznova razvio i snažan studentski pokret, kao rekacija na izbacivanje albanskih studentkinja i studenata sa prištinskog Univerziteta. Nezavisna unija studenata prištinskog univerziteta, pokreće masovne, nenasilne studentske proteste u oktobru 1997. godine, a na čelu rukovodstva Unije i protesta su, između ostalih, Mihane Salihu (Balja) i Albin Kurti.
Takođe, od 1996. godine razvija se i neformalna  ženska mreža, koja će prerasti u Žensku mrežu Kosova, čemu je značajan doprinos dala aktivistkinja Igbale Rogova.
Nenasilni pokret „kosovska alternativa“ imao je podršku pro-jugoslosvenski orjentisanih intelektualaca i organizacija (poput Udruženja za jugoslovensku demokratsku inicijativu - UJDI), ali i državnih struktura - pre svega u Hrvatskoj i Sloveniji, tokom poslednjih godina postojanja SFRJ. Sa raspadom Jugoslavije, ta podrška se nastavlja kroz organizacije za ljudska prava, pojedine opozicione partije (pre svih Partija rada i njenog osnivača Vlada Dapčevića), a bezrezervnu podršku studentskim protestima, i organizovanju žena na Kosovu daju Žene u crnom iz Beograda.

## Kosovska alternativa
Složeni medjunacionalni odnosi unutar SFRJ, teret modernih država čiji je legitimitet utemeljen preko političkog pojma nacije/naroda tokom XIX veka u Evropi, reflektovao se i na teritoriji Autonomne socijalističke pokrajine Kosova. Nacionalistička ideologija srpskih i albanskih intelektulanih elita i vladajuće klase s kraja XIX veka i kroz XX vek, njihove teritorijalne pretenzije koje su pratile raspad Otomanskog carstva, kroz balkanske i oba svetska rata, na teritoriji Kosova odnele su mnogo žrtava.
Unutar socijalističke Jugoslavije, čija je zvanična politika pokušala i da prizna i da nadiđe nacionalne identite u federaciji, odnos na relaciji Srbi – Albanci je bio najvidljiviji na pitanju stepena automonije Kosova. Pretežno nastanjeno albanskim življem, Kosovo se kretalo od zahetva za visokom autonomijom ( kao i socijalistička pokrajina Vojvodina), do mogućnosti da postane republika unutar jugoslovenske federacije.
Ustavom SFRJ iz 1974. godine, i Kosovo i Vojvodina dobijaju visok stepen autonomije, i postaju konstitutivni elementi federacije, što će povratno uticati na jačanje nacionalizma u krugovima intelektulanih republičkih elita, kako to napominje i Raif Dizdarević, predsednik kolektivnog predsedništva Jugoslavije. Na drugoj strani, osnivanje prištinskog Univerziteta i uvođenje albanskog jezika kao službenog, omogućava i razvoj intelektulane i kulturne elite sklone albanskom nacionalizmu, koji svoje uporište ima u svojevrsnoj represiji i socijalističke države nad albanskim stanovništvom, zbog nedovoljno iskazanog entuzijazma za izgradnju socijalizma.

### Studentsko organizovanje i protesti
U martu 1981. godine, kao posledica rasta stope obrazovanja i formiranja univerziteta u Prištini, što je uslovilo stvaranje novog sloja obrazovane elite na Kosovu, počinju mirni studentski protesti na Prištinskom univerzitetu. Protest je otpočeo prvenstveno zbog matreijalnih uslova; loše ishrane i smeštaja u studentskim domovima, no, u svega nekoliko dana dobio je političku notu i prerastao u masovne proteste širom pokrajine. Reakcija i pokrajinskih, republičkih i saveznih  vlasti je bila oštra, smatrajući proteste kontrarevolucionarnim delovanjem. U pokrajini je proglašeno vanredno stanje i naređena borbena gotovost Jugoslovenske narodne armije (JNA). Kako su nemiri trajali sledećih sedam godina, prema zvaničnim podacima, oko 7000 kosovskih Albanaca je bilo osuđeno na kraće kazne zatvora, dok je 1750 bilo osuđeno na kazne do 15 godina, pod optužbama za nacionalističku delatnost.

### Udruženja i partije
Februarska previranja 1989. godine na Kosovu i u SFRJ  obeležava niz događaja - smena pokrajinskih funkcionera Kaćuše Jašari i Azema Vlasija, štrajka rudara Trepče koji se nisu slagali sa ovom smenom, generalnog štrajka na celoj teritoriji Kosova, hapšenje Azema Vlasija pod optužbom za neprijateljsko organizovanje protiv sistema, protivustavno oduzimanje jurisdikcije pokrajinima od strane republičkih vlasti u Srbiji, ponovno proglašenje vanredenog stanja i  slanje savezne milicije na Kosovo.
Prema Gezimu Krasnićiju, unutar „ kosovske alternative“ nenasilnog pokreta na Kosovu, delovale su suprotstavljenje političke organizacije – one tvrde nacionalističke i ilegalne za vreme SFRJ, i one koje oličene u liku Azema Vlasija, traže ravnopravnost unutar federalne Jugoslavije. Istovremeno, Krasnići navodi tri temeljna razloga zbog kojih su različite poltičke opcije usvojile jedinstven, nenasilni način otpora:
1. Većina grupa je nastala kao otpor jugoslovenskom jednopartijskom sistemu, i represiji zavedenoj na Kosovu nakon 1981. godine, te je nenasilno delovanje bila logična reakcija, rečima Adema Demaćija: „pobjeda demokracije (će) osloboditi i albansku i srpsku braću od policijske represije“,
2. Previranja u Istočnom bloku, socio-ekonomski razlozi izazvani padom Sovjetskog saveza, što izaziva talas demokratskih promena u celoj Istočnoj Evropi,
3. Emancipacijski karakter „kosovske alternative“ - da razveje predrasude u domaćoj i međunarodnoj javnosti o albanskom stanovništvu kao „nasilničkom“ i „necivilizovanom“, a koje su rasle nakon zbivanja 1981. godine.

Sa previranjima tokom 1989. godine, ove različite struje se organizuju kroz udruženja i partije, kojima je prethodilo delovanje Udruženja pisaca, Međunarodnom odboru za ravnopravnost, pravdu i prijateljstvo ( Keshilli per Barazi, Drejtesi dhe Miqesi Ndernacionale), a ubrzo se formiraju:
- Odbor za zaštitu ljudskih prava i sloboda (Keshilli per Mbrojtjen e Lirive dhe te Drejtave te Njeriut – KMLDNJ
- Demokratski savez Kosova (LDK)
- Savez nezavisnih sindikata Kosova (Bashkimi i Sindikatave te Pavarura te Kosoves - BSPK),
- Nezavisni savez studenata Univerziteta u Prištini (Unioni i Pavarur i Studenteve te Universitetit te Prishtines – UPSUP),
- Udružena jugoslovenska demokratska inicijativa
- Organizacija za opismenjivanje žena Motrat Qiriazi – osnivačice Igbale Rogova[16] i Safete Rogova[17]
- Socijaldemokratske partije Kosova (Partia Social Demokrate e Kosoves – PSDK)
- Parlamentarna partija Kosova (Partia Parlamentare e Kosoves – PPK), i dr.

### Kampanja oprosta krvi
Jedna od važnijih aktivnosti „kosovske alternative“ koja je omogućila široko prihvatanje nenasilnog otpora državnoj represiji jeste kampanja Oprosta krvi, odnosno Akcija za pomirenje i eliminaciju krvne osvete, vođenja u periodu od 1990. do 1992. godine, a pokrenuta je od studentkinja i studenata bivših zatvorenika poput Have Šalja i akademika, profesora prištinskog Univerziteta Antona Čete
Ovaj dvogodišnji rad na terenu, mirenje zavađenih porodica koje su se pozivale na običajno pravo,  omogućio je stavranje nacionalnog jedinstva Albanaca na Kosovu, kao i prihvatanje nenasilja kao političkog metoda.

## Paralelna država i institucije na Kosovu 1992-1997
Neustavno ukidanje pokrajinskih nadležnosti Kosovu i Vojvodni pod Miloševićem, rast represije, početak ratova u bivšoj Jugoslaviji, dovodi do paralenog formiranja države i društvenih institucija u toj pokrajini. Paraleni izbori na Kosovu održavaju se u maju 1992. godine, a Kosovo je praktično – policijska država pod paskom Miloševića. Istovremeno, režim zatvara škole na albanskom jeziku, ne uplaćuje plate predavačima, i nužnost paralenog organizovanja je sve očitija, pre svega školstva i zdravstva.
U tom periodu, Demokratski savez Kosova sa Ibrahimom Rugovom na čelu, preuzima primat na političkoj sceni Kosova, i uprkos kritikama iz drugih partija i organizacija, vodi Kosovo kao paralelnu državu, nenasilnim metodama, uz podršku i međunarodne javnosti, sve do trenutka kada Oslobodilačka vojska Kosova (OVK) počinje gerilski rat.
Struja unutar paralelnog organizovanja albanskog stanovništva na Kosovu koja je procenjivala da nenasilne metode ne daju rezultata, poput Adema Demaćija koji staje na čelo političkog krila OVK, podržale su oružanu borbu Albanaca na Kosovu.

### Ženska neformalna mreža
Sastavni deo nenasilnog otpora na Kosovu  čine i ženske organozacije, izrasle iz studentskih protesta 1981. godine i raznolikog poltičkog angažmana unutar otpora državnoj represiji tokom osamdesetih godina XX veka.
Organizovanje žena kroz ženske organizacije koje su pokrenule sestre Igable i Safete Rogova, značilo je i povezivanje sa ženskim mirovnim aktivizmom u Srbiji, posebno sa grupom Žene u crnom, ali i širom bivše Jugoslavije.
Već 1992. godine, aktivstkinje Kosova i Srbije se sreću u na mirovnom skupu u Veneciji, da bi se susreti nastavili i u Beogradu i Prištini. Mirovna i lezbejska aktivtskinja Lepa Mlađenović je tokom 1996. godine napisala izveštaj o susretu sa aktivistkinjama u Prištini svedočeći podeljenost i represiju na Kosovu. Iste godine, na Petom međunarodnom mirovnom skupu Žena u crnom, desetak aktivistkinja sa Kosova svedočilo je o represiji nad kosovskim stanovništvom, a na Sedmom skupu  iste mreže veliki deo konferencije je bio posvećen upravo zbivanjima na Kosovu. Ova povezanost nastavila se i nakon rušenja Miloševića, i proglašenja nezavisnosti Kosova, kroz formiranje Ženske mirovne koalicije, a potom i zajedničkog rada sa mirovnim aktivistkinjama i organizacijama na teritoroji nekadašnje Jugoslavije, na organizovanju prvog Ženskog suda na teritoriji Evrope, kao suda koji je obuhvatio sve ratne zločine, kao i represije tokom i nakon ratova u bivšoj Jugoslaviji.
Ženski aktivizam unutar Kosova intenzivno učestvuje u ortporu režimu Slobodana Miloševića i organizovanju solidranih mreža među stanovništvom koje živi pod policijskom represijom.
Tokom marta 1998. godine, Ženska neformalna mreža organizovala je osam od osamnaest mirnih protesta održanih u tom mesecu. Protesti su bili odgovor na nasilje Miloševićevog režima počinjeno u Drenici i Donjem Prekazu na Kosovu, tokom janura i marta 1998. godine, koje su počinile što policijske, što paravojne i snage Vojske Jugoslavije, a koje po svojoj brutalnosti spadaju pod ratne zločine i zločine protiv čovečnosti. Aktivistkinje su kroz proteste pozvale međunarodnu zajednicu da interveniše i zaustavi zločine nad civilnim stanovništvom.
Neformalna ženska mreža se od 1996, godine na Kosovu sve više struktuira, i prerasta i u formalnu organizaciju – Ženska mreža Kosova.

### Studentski protesti 1997.
Studentski protesti iz 1981. godine koji su pokrenuli različite političke struje na Kosovu, sa zajedničkim imeniteljem o nenasilnom otporu, 1997. godine simbolički označavaju i kraj nenasilnog  otpora kosovskog albanskog stanovništva.
Mirni protesti započeti 1. oktobra 1997. godine, pod vođstvom Nezavisne unije studenata Prištinskog univerziteta, izaziva još jednu oštru reakciju režima Slobodana Miloševića.
Od zatvaranja škola na albanskom jeziku, obrazovanje albanske omladine se, kako svedoči Mihane Saljihu ( Balja), jedina studentkinja u rukovodstvu Nezavisne unije studenata, odvijalo u teškim uslovima - po privatnim kućama na periferije Prištine i u strahu od srbijanske policije. Zahtevi  Nezavisne unije su bili da se dozvoli vraćanje u škole i na Univerzitet, poštovanje ljudskih prava, kao i mirno rešenje situacije na Kosovu.
Masovna podrška albanskog stanovništva višemesečnim mirnim studentskim protestima i zahtevima, izazvala je još jedan talas represije nad albanskim stanovništvom, te Kosovo u 1998. godinu ulazi otvoreni rat između regularnih i paradržavnih vojnih formacija Srbije, i sa druge strane OVK, uz velika stradanja i albanskog i srpskog stanovništva.